# مارجوري بيتس برات
مارجوري بيتس برات (بالإنجليزية: Marjory Bates Pratt)‏ (16 يوليو 1896، ووترفيل في الولايات المتحدة - 7 يوليو 1992 في الولايات المتحدة)؛ كاتِبة، عالمة نفس وشاعرة أمريكية.